# (Marie's the Name) His Latest Flame
(Marie's the Name) His Latest Flame este o melodie înregistrată într-o versiune de succes de Elvis Presley și publicată de Elvis Presley Music în 1961. A fost scrisă de Doc Pomus și Mort Shuman și înregistrată prima dată de Del Shannon pe albumul Runaway With Del Shannon, care a fost lansat în iunie 1961.
Înregistrarea mai reușită și mai cunoscută de Elvis Presley a fost lansată în august 1961. Melodia relativ intensă, cu un ritm al lui Bo Diddley, a avut performanțe atât pe posturile pop, cât și pe posturile de ascultare ușoară, ajungând pe locul 4 pe Billboard Hot 100 și nr. 2 în graficul de ascultare ușoară, bazat (la vremea respectivă) pe Top 100. Cu toate acestea, rularea grafică Hot 100 a single-ului a fost atipică unui hit Top Ten. În toamna anului 1961 s-a ridicat în Top 100 de pe locul 22 pe 4, apoi a scăzut la locul 10, apoi la 26, toate în termen de patru săptămâni. Single-ul (o dublă parte A cu „Little Sister”, ca în Statele Unite) a petrecut patru săptămâni la numărul 1 pe UK Singles Chart - unul dintre cele nouă top-uri ale lui Elvis Presley din Marea Britanie între 1960 și 1962.